# Neochera contraria
Neochera contraria är en fjärilsart som beskrevs av Gottfried Christian Reich 1936. Neochera contraria ingår i släktet Neochera och familjen nattflyn. Inga underarter finns listade i Catalogue of Life.